# Station Grzebowilk
Station Grzebowilk is een spoorwegstation in de Poolse plaats Grzebowilk.
Lijn 13 Krusze – Pilawa: 

0: Krusze ·
3: Jasienica Mazowiecka (hoog) ·
10: Dąbrowica (Maz.) ·
20: Pustelnik ·
39: Grzebowilk ·
48: Sufczyn ·
56: Pilawa

Lijn 513 Jasienica Mazowiecka – Tłuszcz: 

0: Jasienica Mazowiecka (hoog) ·
4: Tłuszcz